# Schizostachyum iraten
Schizostachyum iraten är en gräsart som beskrevs av Ernst Gottlieb von Steudel. Schizostachyum iraten ingår i släktet Schizostachyum och familjen gräs. Inga underarter finns listade i Catalogue of Life.